# Günther Bormann
Günther Bormann (* 7. Dezember 1927 in Berthelsdorf (Hainichen); † 10. Mai 1997) war ein Generalleutnant der Nationalen Volksarmee und langjähriger Chef der Raketentruppen/Artillerie im Kommando Landstreitkräfte.

## Leben
Nach seiner Konditorlehre von 1942 bis 1944 diente er im Reichsarbeitsdienst (RAD) und der Wehrmacht (zuletzt als Obergefreiter der Flak). Nach dem Krieg trat er bereits 1947 in die SED und 1949 in die Bewaffneten Organe der DDR ein. Er absolvierte von 1951 bis 1952 einen Sonderlehrgang in der UdSSR und kam 1953 in den Stab der Kasernierten Volkspolizei und 1956 in das Ministerium für Nationale Verteidigung. Von 1959 bis 1961 studierte er an der sowjetischen Generalstabsakademie. Im Anschluss daran wurde er direkt Chef der Artillerie im Kommando Militärbezirk-III, später im Kommando MB-V. Nach seiner Ernennung zum Generalmajor am 1. März 1970 wurde er zum 1. Dezember 1971 Chef der Raketentruppen/Artillerie im Ministerium für Nationale Verteidigung. Nachdem seine Stelle zum 1. Dezember 1972 dem Kommando LaSK zugeordnet wurde, blieb er dies, bis er zum 31. Dezember 1987 als Generalleutnant aus dem aktiven Wehrdienst entlassen wurde.